# ピーター・ルーガー
ピーター・ルーガー（Peter Luger、1866年1月22日 - 1941年1月21日）は、ドイツ出身のアメリカ合衆国のレストラン経営者である。1887年にピーター・ルーガー・ステーキハウスを開店した。

## 生涯
ルーガーは1866年にバイエルン王国で生まれた。バイエルン王国は、ルーガーが4歳のときにドイツ帝国の一部になった。13歳のときにアメリカに渡り、ブルックリンに住んだ。
1887年、甥のカールとともにブルックリンのウィリアムズバーグにビリヤード場兼ボウリング場を開店した。その後、この店をステーキハウスにし、ピーター・ルーガー・ステーキハウスに改名した。ルーガーはまじめな態度で知られ、ほぼ毎晩店に顔を出していた。
他の情報源によれば、最初に店を創業したのは父のカールで、父の死後、ルーガーが事業を継承したときは甥のカールがシェフを務めていたという。
ルーガーは1941年1月21日に死去した。遺産は24万1806ドルだった。レストランの所有権は息子のフレデリックが継承したが、フレデリックは父のようなステーキの品質を維持することができず、レストランは経営不振となった。フレデリックは店を競売にかけたが、長年の常連で店の向かいで金属製品店を経営するソル・フォーマンが唯一入札し、落札した。フォーマンは店の経営を立て直した。